# Grupa Radiowa Time
TIME S.A. (do 1 stycznia 2008 TIME Sp. z o.o.) – spółka mediowa wchodząca w skład Grupy ZPR Media, właściciel dziennika Super Express oraz kilkudziesięciu rozgłośni radiowych działających pod markami:
- Radio Eska – sieć stacji muzycznych grających w formacie CHR.
- Eska Rock – ponadregionalna rozgłośnia nadająca muzykę rockową[4].
- VOX FM – ponadregionalna rozgłośnia prezentująca muzykę dyskotekową.
- Radio Plus - sieć diecezjalnych rozgłośni lokalnych.
- Eska2 (do 10 stycznia 2024 Radio SuperNova, również do 5 maja 2021 Radio WAWA) − sieć stacji radiowych nadająca wyłącznie polską muzykę.

Od września 2024 roku prezesem TIME S.A. jest Rafał Arciszewski.

## Współpraca z lokalnymi rozgłośniami
W lutym 2015 roku stworzono program partnerski dla lokalnych rozgłośni radiowych działających pod własnymi markami. W ramach współpracy programowo-reklamowej wchodzą szkolenia kadry pracowniczej, ogólnopolska sprzedaż czasu reklamowego, wykorzystywanie krajowych serwisów informacyjnych przygotowywanych przez Grupę Radiową Time oraz baza muzyczna VOX FM.
- Radio Warta (od 21.05.2015)[6]
- Norda FM (od 20.07.2015)[7]
- Radio Bogoria (od 2017)

Członkiem programu były także: 
- Radio Mazowsze[8], od 10 grudnia 2015 do 29 sierpnia 2016
- Radio GO[9], od 27 lipca 2015 do 24 sierpnia 2018
- Radio CCM[10][11][a], od 1 stycznia do 1 października 2024

Radio Mazowsze i Radio GO weszły później w skład sieci VOX FM, a Radio CCM włączone zostało do sieci Radia Eska.